# Euriphene schoutedeni
Euriphene schoutedeni is een vlinder uit de onderfamilie Limenitidinae van de familie Nymphalidae. De wetenschappelijke naam van de soort is voor het eerst geldig gepubliceerd in 1954 door Frans Overlaet.